# Imunoterapija raka
Imunoterapija raka je oblika zdravljenja raka z delovanjem na imunski sistem; gre za uporabo zdravil, ki delujejo na imunski sistem telesa, tako da se le-ta aktivira in prepozna ter uniči rakave celice. Gre za novejši pristop zdravljenja raka z zdravili, ki se razlikuje od mehanizma delovanja klasične kemoterapije in tudi tarčnih zdravil (monoklonska protitelesa in zaviralci tirozin kinaz, ki delujo neposredno na rast in razmnoževanje tumorskih celic); posledično se razlikujejo tudi neželeni učinki od neželenih učinkov drugih vrst zdravljenja raka.
Veda, ki preučuje interakcijo med imunskim sistemom in rakavimi celicami ter možnosti imunoterapije, se imenuje imunoonkologija (včasih se izraz uporablja kot sopomenka za imunoterapijo raka).

## Zgodovina
Koncept vplivanja na delovanje imunskega sistema pri obvladovanja raka ni nov, saj so že ob koncu 19. stoletja ugotavljali, da je po močnejših sistemskih okužbah včasih pri bolnikih prišlo do spontane remisije nekaterih rakov. Tako so prišli na misel, da bi injicirali bakterije v bolnikove tumorje in s tem zabeležili nekaj pozitivnih rezultatov, vendar se zaradi tveganj in pomanjkanja znanja o mehanizmu tako zdravljenje ni uveljavilo, temveč se je umaknilo kirurškemu zdravljenju in radioterapiji.
Eno najpomembnejših odkritij v imunoterapiji raka so bile imunske nadzorne točke, receptorji, ki uravnavajo delovanje limfocitov T. Rakave celice na svoji površini izražajo snovi, ki se vežejo na nadzorne točke in tako zavrejo delovanje limfocitov T. Slednji zato ne prepoznajo rakavih celic in jih ne uničijo, rakave celice se pa lahko nemoteno množijo. Pomembno skupino sodobnih zdravil v imunoterapiji raka predstavljajo zaviralci imunskih nadzornih točk, ki omogočijo aktivacijo T-limfocitov in s tem njihovo citotoksično delovanje (uničevanje rakavih celic).

## Vrste imunoterapije raka
Zdravila, ki se uporabljajo za imunoterapijo raka, spadajo v več skupin:
- zaviralci nadzornih točk
- T-celično zdravljenje (na primer celično zdravljenje CAR-T)
- določena monoklonska protitelesa (ki po vezavi na specifične beljakovine na rakavih celicah omogočijo imunskemu sistemu, da jih ta prepozna in jih nato uniči)
- imunomodulatorji (interlevkini in interferoni)
- terapevtska cepiva (so v raziskavah)